# Cecil Madigan

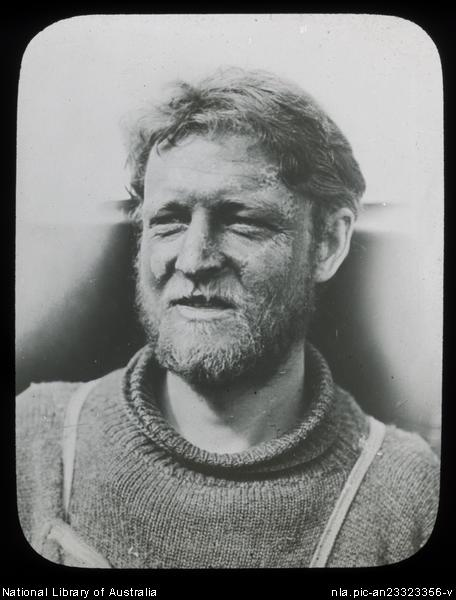
El rostro congelado de Cecil Madigan, Tierra Adelia (Expedición Antártica Australasiana, 1911-1914), de Frank Hurley.

Cecil Thomas Madigan (15 de octubre de 1889–14 de enero de 1947) fue un explorador y geólogo australiano, académico, topógrafo aéreo, meteorólogo, autor y oficial del ejército británico. Nació en Renmark, Australia del sur. Su familia estaba asociada con William Benjamin Chaffey .

## Biografía
Nacido del contratista y productor de fruta Thomas Madigan y Mary Dixie (née Finey) una maestra, Cecil Madigan fue el mayor de 4 hermanos: dos varones y dos niñas. Fue criado por su madre ya que su padre murió en las minas de oro de Kalgoorlie, Australia Occidental, Asistió a la Universidad del Príncipe Alfred en Adelaida, a la Universidad de Adelaida, y a la Escuela de Minería e Industria de Australia Meridional. Ganó una beca Rhodes (en inglés) en 1911 para estudiar geología en la Universidad de Magdalen en Oxford, pero aplazó su nombramiento ya que fue invitado por Sir Douglas Mawson para ir a la Expedición Antártica Australasiana como meteorólogo]] En diciembre de 1911]] el partido dejó Hobart a bordo del SY Aurora. En enero de 1912  llegaron a Bahía de la Commonwealth en Tierra Adelia, en la Antártida, donde establecieron una colección de edificios conocidos posteriormente como Chozas de Mawson. Desde allí dirigió varias expediciones a regiones inexploradas de la Tierra Adelia y la Tierra del Rey George V. Estas expediciones reunieron información vital sobre la presencia de carbón en la Antártida. Fue galardonado con la Medalla Polar del Rey a su regreso. Madigan luego sirvió con los Ingenieros Reales en Francia durante la Primera Guerra Mundial. Participó en la Batalla de Loos donde  fue herido, y en la Batalla del Somme.
Durante la década de 1930, Madigan participó en numerosas prospecciones aéreas de las "áreas sin rastro" de Australia Central, durante las cuales nombró al Desierto de Simpson en honor al presidente de la rama de Australia del Sur de la Sociedad Geográfica Real de Australasia -- Alfred Allen Simpson . En 1939 dirigió la primera expedición importante a través del Desierto de Simpson. Aunque no fue el primero en cruzar el desierto, se le conoce como el último de los exploradores "clásicos" de Australia Central. Durante muchos años trabajó como profesor de geología en la Universidad de Adelaida.

## Familia

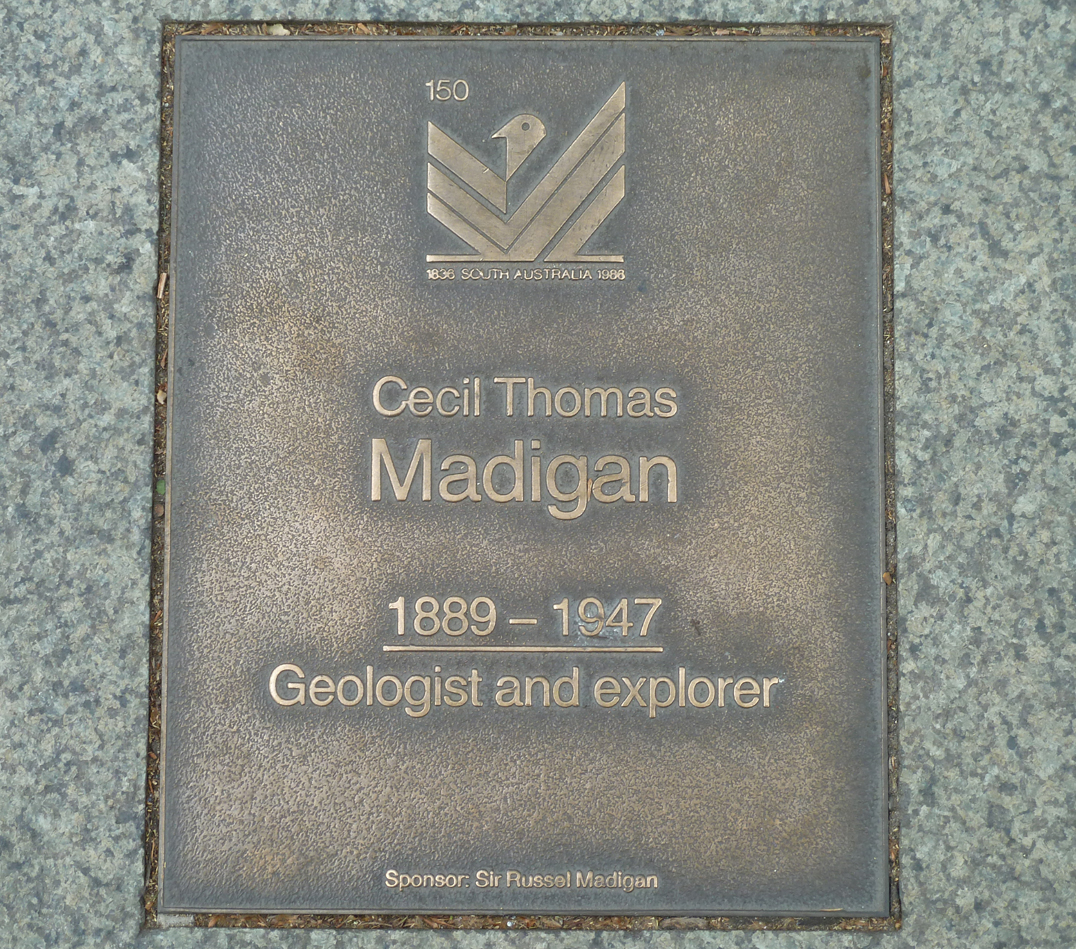
Placa conmemorativa en honor a Cecil Madigan en North Terrace, Adelaida.

Se casó con Wynnis Knight Wollaston, nativa de Adelaida, Australia, mientras estuvo en Londres en 1915. La hija de Cecil Madigan es la reconocida escultora australiana Rosemary Madigan , madre de la arpista principal  Alice Giles .
Otros descendientes: David Madigan (fallecido) y sus dos hijos, Sir Russell Madigan (fallecido) y sus cinco niños, Neith Madigan (fallecido) y sus cuatro niños, y Robourne Madigan (fallecida).
Murió de enfermedad vascular coronaria en Adelaida, el 14 de enero de 1947.

## Publicaciones
- 1944 - Australia Central.(en inglés) Prensa de la Universidad de Oxford: Melbourne.
- 1946 - Cruzando el Corazón Muerto. (en inglés) Casa Georgiana: Melbourne. ISBN 1-876622-16-4